# 羅培海
羅培海 (LAW, Pui Hoi Tony)，(ARPS, AFIAP)「英國皇家攝影學會會士」及「世界沙龍十杰」，活躍於香港攝影界，歷任各大小攝影判審團團員，及學術詢問。
羅培海著名近作有青藏鐵路西藏高原系列相集。

## 外部連線
- 羅培海之攝影作品展 （页面存档备份，存于）
- 長洲公開攝影大賽評選團員2 （页面存档备份，存于）
- 羅培海之攝影作品 （页面存档备份，存于）
- 香港攝影藝術協會學術組成員
- 影聯攝影學會
- 香港攝影學會2005年相皇評判團成員
- 香港中華基督教青年會中青攝影學會[永久](青年會攝影學會)2006年5月份月賽攝影評判
- 羅培海「世界屋脊亞嚴風光」攝影講座(24/06/2005) （页面存档备份，存于）
- 香港攝影藝術協會 The Hong Kong Art of Photography Association 歷屆月賽評判評判團成員
- 羅培海的名譽: F.HKAPA,F.PAHK,F.CPA,F.YMCAPS,F.NCPS,F.HKCC,F.PSEA, F.GPC, A.RPS, A.FIAP, A.UAPA, A.CFPA, Hon.E.PPSM, Hon.CPA, Hon.HKCC,PSA Who's Who Top Ten 2000 (MPD) 香港攝影藝術協會 Hon. Salon Advisor 義務沙龍顧問。